# 原形質流動
原形質流動（げんけいしつりゅうどう）または細胞質流動（さいぼうしつりゅうどう）とは、生きている細胞の内部で、原形質が流れるように動く現象である。
狭義には植物細胞で見られるような細胞の外形が変わらない運動だけを意味するが、広義にはアメーバ運動のような細胞全体の運動も含む。
原形質流動は細胞内小器官に様々な生体分子を細胞内で輸送するための細胞運動である。
ATPをエネルギー源とし、細胞骨格を形成しているマイクロ（アクチン）フィラメントとモータータンパク質（ミオシンなど）との相互作用によって流動力が生じる。
これは動物の筋肉の収縮運動と発生機構的には極めてよく似ている。

## 原形質流動の様式
細胞の種類により様々な様式が見られる。
1. 周回型 :液胞の発達した植物細胞で典型的に見られる流動で、細胞質は、細胞膜と液胞膜に挟まれた領域を一方向に周回する。シャジクモ節間細胞では、その流速は毎秒80マイクロメートルほどである。 オオカナダモなどでよく見られる。
2. 循環型 :液胞内を原形質が、細い糸のように貫いて循環する。ムラサキツユクサやタマネギなどで見られる。
3. 往復型 :粘菌変形体などで見られる、周期的にその方向が変わる流動。2〜3分の周期で往復し、一方向への最高流速は毎秒約1ミリメートルにも達する。

## 研究の歴史
1772年、イタリアのボナヴェントゥラ・コルティ (Bonaventura Corti) が、顕微鏡を使った観察で、シャジクモの細胞内容が循環運動していることを論文で発表したが、あまり注目されなかった。
1807年、ドイツの植物学者ルドルフ・トレヴィラーヌス (Ludolph Christian Treviranus) がこの現象を再発見したが、細胞内の熱の不等分布による、対流のような現象と考えた。
この現象の発生機構が明らかになってきたのは、20世紀中頃に入ってからで、神谷宣郎らのシャジクモや粘菌を用いた研究によるものである。
神谷らは1956年、原形質流動は原形質のゾル＝ゲル界面での能動的な「すべり」によって発生する、とする滑り説を提唱した。
流動力はアクチンとミオシンの相互作用によるものと仮定されていたが、1974年にシャジクモ類からアクチンフィラメントが、1994年には車軸藻からミオシンが同定され、その機構が立証された。